# Liste der Kulturdenkmäler in Rieden (Eifel)
In der Liste der Kulturdenkmäler in Rieden sind alle Kulturdenkmäler der rheinland-pfälzischen Ortsgemeinde Rieden aufgeführt. Grundlage ist die Denkmalliste des Landes Rheinland-Pfalz (Stand: 27. Oktober 2023).

## Einzeldenkmäler
| Bezeichnung                          | Lage                                                          | Baujahr                              | Beschreibung | Bild                                    |
| ------------------------------------ | ------------------------------------------------------------- | ------------------------------------ | --- | --------------------------------------- |
| Bildstock                            | Hubertusstraße, Ecke Brohltalstraße Lage                      | 16. oder 17. Jahrhundert             | Bildstock, 16. oder 17. Jahrhundert; Wegekreuz, bezeichnet 1668 | Fotos hochladen                         |
| Katholische Pfarrkirche St. Hubertus | Kirchstraße Lage                                              | zweites Viertel des 13. Jahrhunderts | spätromanischer Chor, zweites Viertel des 13. Jahrhunderts, barockes Langhaus, bezeichnet 1759, Erweiterung 1858, daran dreischiffiger Saalbau, 1923, Architekt Rohé, Bingen, seitlich stehender Turm, Ausbau 1949, Architekt Willy Weyres, Köln; im Sockel der Kirche zehn Grabkreuze, 17. und 18. Jahrhundert; in der westlichen Mauer sechs Grabkreuze, unter anderem bezeichnet 1666 und 1720 | weitere Bilder Fotos hochladen          |
| Wegekreuz                            | Kirchstraße, neben der Kirche Lage                            | 1711                                 | Das Kreuz aus Basaltlava ist ein Bußkreuz und stand zu einer früheren Zeit auf der unteren Terrasse des Friedhofs in der Mitte vor der Stützwand der oberen Terrasse. Die Inschrift lautet: „1711 / ANTONIU / SMULER / USHFM / ARIA DIS / CHREUZ A / F GERICHT / IN DIE EHR / ESU MAR / IOSEPH“ | Fotos hochladen                         |
| Kriegerdenkmal                       | Kirchstraße, auf dem Friedhof Lage                            | um 1920                              | Das Kriegerdenkmal erinnert an die Gefallenen aus dem Ersten und Zweiten Weltkrieg. Im Ersten Weltkrieg starben in Rieden 55 Männer als Soldaten an der Front. Im Zweiten Weltkrieg blieb Rieden zwar von Luftangriffen verschont, dennoch gab es Tote und Vermisste: 93 Menschen starben an der Front bzw. an den Folgen von Kriegsverletzungen; 24 gelten als vermisst. | Fotos hochladen                         |
| Kreuzwegstation                      | Kirchstraße, bei Nr. 3 Lage                                   | 1823                                 | Die zweite Station am Kreuzweg zeigt die Geißelung Christi, darunter die Inschrift: „UF MEINEM RÜCKEN HABEN DIE / SUNDER GESCHMIT / ANNO DOMINI 1823“. Die Kreuzwegstationen in Rieden wurden zu Beginn des 19. Jahrhunderts aufgestellt und Ende der 1970er Jahre vom Riedener Steinmetz Franz Nett restauriert. | Fotos hochladen                         |
| Kreuzwegstation                      | Kirchstraße, bei Nr. 11 Lage                                  |                                      | Die erste Station am Kreuzweg stellt die Ölberggruppe dar. Das quadratische Relief befindet sich an der südlichen Fassade eines Einfamilienhauses und ist in dessen Wand eingearbeitet. Es trägt keine Inschrift. | Fotos hochladen                         |
| Wegekreuz                            | Kirchstraße, Ecke Brohltalstraße Lage                         | 1870                                 | Wegekreuz, bezeichnet 1870 | Fotos hochladen                         |
| Kreuzwegstation                      | Langen Bahn, Ecke Nettetalstraße Lage                         | 1825                                 | Die dritte Station am Kreuzweg zeigt die Dornenkrönigung Jesu. Am Sockel befindet sich die Inschrift „ES HABEN ALLE ERBAUT DIE ERBEN DES / JOH.-WILHELM & SHF MARIA CATHARINA DOLL / ZU LANGENBAHN AD 1825 / BETET FÜR SIE“. Nördlich der Station steht ein kleiner Grenzstein. | Fotos hochladen                         |
| Relief                               | Nettetalstraße, an Nr. 30 Lage                                | 19. Jahrhundert                      | Das Relief wurde vermutlich im 19. Jahrhundert angefertigt und dient in einem Einfamilienhaus als Fenster. | Fotos hochladen                         |
| Kapelle                              | Nettetalstraße, bei Nr. 40 Lage                               | 1882                                 | Die Kapelle entstand im Jahr 1882 im Stil der Neuromanik. Im Innern des nicht geostete Bauwerks steht ein Blockaltar, der mit einem Vierpass sowie einem Griechischen Kreuz verziert ist. Die vierte Kreuzwegstation vor der Kapelle zeigt Jesus, wie er das Kreuz trägt. Darunter ist die Inschrift zu lesen: „ES HABEN ALLE ERBAUT DIE ERBEN DES / JOH.-WILHELM & SHF MARIA CATHARINA DOLL / ZU LANGENBAHN / BETET FÜR SIE / ANNO 1825“. Bei dem Wegekreuz handelt es sich um ein Nischenkreuz aus Basaltlava mit der Inschrift „ANO 1657 / BERE / NDT / RAU / SCH“ | weitere Bilder Fotos hochladen          |
| Wegekreuz                            | am südöstlichen Ortsende Lage                                 |                                      | Wegekreuzfragment, undatiert | BW                                      |
| Bildstock                            | außerhalb des Ortes                                           | 1624                                 | Bildstock, bezeichnet 1624 | Direkt Bild zu diesem Denkmal hochladen |
| Kreuzwegstation                      | westlich des Ortes an der K 19 (an Nettetalstraße 42) Lage    |                                      | Die fünfte Station am Kreuzweg zeigt Jesus, wie er unter der Last des Kreuzes zusammenbricht. Es trägt keine Inschrift. | BW                                      |
| Kreuzwegstation                      | westlich des Ortes an der K 19 (neben Nettetalstraße 42) Lage |                                      | Die sechste Station zeigt, wie Jesus seiner Kleider beraubt wird. | BW                                      |
| Wegweiser                            | südwestlich des Ortes an der K 19 Lage                        | zweite Hälfte des 19. Jahrhunderts   | Wegweiserstein, kleiner Obelisk, Inschrift nicht lesbar, zweite Hälfte des 19. Jahrhunderts | Fotos hochladen                         |
| Wegekreuz                            | südwestlich des Ortes bei den Riedener Mühlen Lage            | 1696                                 | Das Wegekreuz wurde ebenfalls aus Balsaltlava als Nischenkreuz hergestellt. Es trägt die Jahreszahl 1696 und die Inschrift „JOHANNES. / H.ACKENB / RUCH / V.S.I. / OHH / NMAR / GARET / HA.EL / EUTH“. | BW                                      |